# Albert Debrunner
Albert Debrunner, född den 8 februari 1884 i Basel, död den 2 februari 1958 i Bern, var en schweizisk språkforskare inriktad på indoeuropeiska språk och grekiska.
Debrunner studerade i Basel under Ferdinand Sommer och Alfred Körte samt i Göttingen under Friedrich Leo och Jacob Wackernagel. Efter en tid som skollärare i Schiers, Basel och Zürich samt som privatdocent i Zürich, blev han 1918 e.o. professor vid universitetet i Greifswald. År 1920 blev han professor i Bern och 1925 docent i Jena. År 1935 återvände han till Bern och blev där professor i indoeuropeisk språkvetenskap och klassisk filologi. Vid denna tidpunkt började han en omarbetning av Eduard Schwyzers grekiska grammatik. Debrunner var en av de mest produktiva forskarna inom indoeuropeistik på 1900-talet.